# マリアンナ・ロキータ
マリアンナ・ロキータ（Marianna Rokita）として知られるパウリナ・カツァノフ (Paulina Kaczanow、1978年11月5日 – )は、ポーランドのジャーナリスト、時事評論家、ポルノ・プロジェクト参加者、自由連合の元活動家、イェジ・ヴィエルホヴィッチのアシスタント。

## 来歴
カトリックの家庭に生まれる。父親のヴウォジミェシュ・カツァノフは1990年代前半にザグウェンビェ・ソスノヴィエツ・ホッケー・クラブのオーナーを務め、実業家として東部でも事業を行っていた。キンガという妹がいる。1998年、ソスノヴィエツ・ボレスワフ・プルス第3高校を卒業。その後、パリ商工会議所で法律の専門知識を取得した。ジャーナリストとして、雑誌「Trybuna Śląska」、「Wprost」、「Pani」、「Fakty i Mity」に寄稿。

### ギャングバング世界記録
25歳のとき、初めてストリップ撮影会に出演。2003年11月14日、カツァノフはワルシャワで開催されたエロティコン・フェアの一環としてのギャングバング世界記録コンテストに参加し、男性と759回の連続性交を達成した、主催者はこれをギャングバング世界新記録と認定した。イベントはポルノ映画として記録された。

ロキータのギャングバング世界記録759回は、その後リサ・スパークスによって919回に更新された。

## 私生活
彼女は28歳年上のジャーナリスト、イェジ・スラヴォミール・マックと交際していた。